# Dendrolycus elapoides
Dendrolycus elapoides (камерунська джунглева змія) — вид змій родини Lamprophiidae. Мешкає в Центральній Африці. Це єдиний представник монотипового роду Dendrolycus.

## Підвиди
Виділяють два підвиди:
- Dendrolycus elapoides angusticinctus (Laurent, 1952);
- Dendrolycus elapoides elapoides (Günther, 1874).

## Поширення і екологія
Камерунські джунглеві змії мешкають в Камеруні, Демократичній Республіці Конго і Республіці Конго. Вони живуть у вологих рівнинних тропічних лісах, серед лісової підстилки. Зустрічаються на висоті від 620 до 820 м над рівнем моря.